# جيري هنتر
جيري هنتر (بالإنجليزية: Jerry Hunter)‏ هو كاتب أمريكي، ولد في 13 يناير 1965.